# エリーザベト・アレクサンドリーネ・ツー・メクレンブルク
エリーザベト・アレクサンドリーネ・マティルデ・アウグステ・ツー・メクレンブルク（Elisabeth Alexandrine Mathilde Auguste Herzogin zu Mecklenburg[-Schwerin], 1869年8月10日 - 1955年9月3日）は、ドイツのメクレンブルク＝シュヴェリーン大公家の一員で、オルデンブルク大公フリードリヒ・アウグストの2番目の妻。

## 生涯
メクレンブルク＝シュヴェリーン大公フリードリヒ・フランツ2世とその3番目の妻でシュヴァルツブルク＝ルードルシュタット侯子アドルフの娘であるマリーの間の第1子、長女として生まれた。父にとっては3番目の娘である。
1896年10月24日にシュヴェリーンにおいて、当時は大公世子だったフリードリヒ・アウグストと結婚した。夫は死別した最初の妻のプロイセン王女エリーザベト・アンナとの間に男子がおらず、オルデンブルク大公家の世継ぎをもうけるため、エリーザベト・アレクサンドリーネを後添えとした。エリーザベト・アレクサンドリーネは1900年に夫の即位に伴い大公妃となったが、1918年11月のドイツ革命でその身分を失った。
その後はラシュテーデ城（Schloss Rastede）で私人として暮らし、1955年に死去した。

## 子女
夫フリードリヒ・アウグストとの間に5人の子女をもうけた。
- ニコラウス・フリードリヒ・ヴィルヘルム（1897年 - 1970年） - オルデンブルク大公家家長
- アレクサンドリーネ（1900年）
- フリードリヒ・アウグスト（1900年）
- インゲボルク・アリックス（1901年 - 1996年） - 1921年、シャウムブルク＝リッペ侯子シュテファンと結婚
- アルトブルク・マリー・マティルデ（1903年 - 2001年） - 1922年、ヴァルデック＝ピルモント侯世子ヨシアスと結婚